# 958 Asplinda
A 958 Asplinda (ideiglenes jelöléssel 1921 KC) egy kisbolygó a Naprendszerben. Karl Wilhelm Reinmuth fedezte fel 1921. szeptember 28-án, Heidelbergben.